# Chasmatopterus almeriensis
Chasmatopterus almeriensis es un coleóptero de la familia Scarabaeidae.
Es endémico de España (provincias de Almería y Granada).
Mide unos 7 mm. Es una especie montana, florícola y primaveral.
Calificada como vulnerable en el Libro Rojo de los Invertebrados de Andalucía.